# 鉄音アワー
鉄音アワー（てつおんアワー）は、ココログで配信されているインターネットラジオである。パーソナリティは音楽グループのSUPER BELL''Zメンバーである野月貴弘・土屋基・インコDJブルリン。
本番組から派生したテレビ番組『鉄音アワーTV』に関しても本項で述べる。

## 概要
- 2005年10月11日に放送を開始。この日は火曜日だったが、翌週の10月19日放送分より毎週水曜日配信となった。時々水曜以外に配信されることもある。
- 題名通り鉄道に関する音（走行音など）を取り上げるが、音以外にも最新車両や引退間近の車両の紹介、路線レポートなど様々な話題を扱っている。CD情報やイベント報告など、SUPER BELL"Zの活動に関する話題も扱われる。
- フリートークでは非鉄である土屋が特集テーマについてのボケ発言や質問を行い、それに対して野月が解説するスタイルが多い。
- 収録現場には野月のペットである「インコDJブルリン」がおり、まれに鳴き声が聴こえることがある。
- 放送初期の頃は「麺ビエント」や「Bass Man」などのSUPER BELL"Zの楽曲がBGMとして流されていたが、現在は無音となっている。
- 野月は鉄道に倣ってこの番組の放送のことを「発車」、他番組等とのコラボレーションを「相互乗り入れ」と称していたが、最近はあまり使っていない。
- ポッドキャスティングのポータルサイト『Podcasting Juice』を用いた、podcastによる配信も行われていた。2011年9月のサービス終了によって一時休止されていたが、2012年2月23日よりpodcast配信は再開された。
- 鉄音アワー477号（2014年10月）より、YouTubeによる動画配信へ移行。これに伴い移行前の回のポッドキャスティング配信は停止された。

## 主なコーナー
鉄音コンサート
野月が取材や乗り鉄で乗ってきた列車の走行音やリスナーから投稿された鉄道にまつわる効果音を紹介する。鉄道車両のモーター音が多い。発車メロディは著作権が絡むために取り上げていない。
プロジェクトN
野月の心の琴線に触れた鉄道模型、Nゲージではトミックス・鉄道コレクションシリーズを中心に他には天賞堂・カツミ製品を紹介する。他にも野月が行ってきた鉄道模型のイベントレポートや、キットを組み立てる体験レポートもこのコーナーで行う。タイトルは『プロジェクトX〜挑戦者たち〜』のパロディ。
鉄本インフォメーション
『鉄道ファン』や『RM MODELS』に掲載された鉄道関係製品の開発者との対談などの記事を紹介する。中には野月自身が書いた記事の紹介もある。
エアトレイン
リスナーから投稿された、列車のモーター音・通過音などを声で再現したものまね「エアトレイン」を紹介する。優秀作品には交友社から「鉄道ファン賞」として、携帯ストラップが贈呈される。このコーナーからCDが実際に発売されたこともある。野月の得意なエアトレインは「真空吸引式トイレを流す音」である。
レポート
路線、車両、施設などその時々における話題のものをレポートする。また、不定期でSUPER BELL"Z自身のライブの模様も紹介され、新曲の披露がされることがある。

## 不定期コーナー
宮田千春の駅弁まだまだだ
新年恒例の企画。ベルズの大食い・おばちゃん担当である宮田が、実際の駅弁の器に独断で好きなメニューを調理して盛り付けていくコーナー。最後には必ず宮田自身が好きなカレーとチーチクを盛り付けて、野月と土屋につっこまれるのがお約束となっている。ただし、最近はカレーとチーチクを盛りつけていない。
少覚一のこれだけは言わてて
ベルズのメンバーである少覚一（しょうかくはじめ）が鉄道に関して言いたい放題言い放つコーナー。ただし、放送コードに引っかかる発言が多いために滅多に放送されない。タイトルが「言わてて」となっているのは少覚の滑舌が悪いのをネタにされたもので、野月達が彼のしゃべりをマネすることを「エア少覚」と呼んでいる。鉄音アワー104号を最後に放送されていない。
鉄女育成スクール（てつめいくせい-）
野月が鉄道に詳しい女性を育てようという目的で設立されたコーナー。『鉄子の旅』で言う「レールクイーン」と同じ主旨を持つ。野月と共に仕事をした女性タレントをゲストに呼んで、鉄道に関するトークを繰り広げる。中でも木村裕子及び小倉沙耶だけは元々筋金入りの鉄であることから入学即卒業という扱いになった。
鉄オタチェック
リスナーの鉄オタ度を編成（両）で表してチェックしていくコーナー。ファッションチェックの鉄オタ版ともいえる。最近はあまりオンエアーされていない。

## 過去のコーナー
オレナカジーのNGクッキング
板前であったナカジーが野月が出したお題（駅弁）を作ると言うコーナーだが、横川名物の峠の釜飯を作ろうとしてのご飯をチキンラーメンにし、具材を酢豚にしたりとハチャメチャな料理を作り出していた。5号と11号の2回オンエアーされた後ナカジーが脱退した為、宮田千春の駅弁まだまだだへ引き継がれた。また、最後の放送となった11号では次のお題を淡路屋のひっぱりだこ飯にすると言う予告もあったが、ついに放送されることはなかった。また、実際に作ったのは11号のみで5号では過去に作ったNG料理の数々を暴露するものであった。
鉄会話
鉄道の専門用語を日常会話の中で使うことを提案するコーナーであったが1回しかオンエアーされなかった。その後鉄道ナイト6にて臨時復活している。

## 主要ゲスト
- S-Flyer DJ桜井（セクシーフライヤー-さくらい）
  - 乗り鉄（失踪）企画・もしくはエアトレイン企画でよく出演する。36号の鉄オタチェックで初登場。京成グループの車両（京成電鉄・北総鉄道・新京成電鉄）に造詣が深く、最も好きな車両が北総鉄道7000系電車だったため、同車両の引退前は「北総DJ」「ゲンコツDJ」とも呼ばれていた。
  - 現在のDJ名の由来は第43回放送「鉄音コンサート VVVF特集第三弾」で、リスナーから投稿されたC-FlyerのVVVF音に添えられていた「ブレーキ開放音がセクシーな溜め息のように聞こえる」というコメントが大ウケしたことから。その次に出演した第46回放送登場時よりこのDJ名で呼ばれるようになった。
  - 第70回放送で、彼自身が2カ月間も長期の間、家族に何も告げずに乗り鉄に出かけて警察に2回に渡って保護された（しかも1回目は脱走）ことから、乗り鉄目的に遠出することを番組内では「失踪」と呼ばれるようになった。
  - 第135回放送では京成電鉄の新型スカイライナー発表会を取材した野月からの報告に、大興奮状態に陥った桜井の模様が放送された。桜井はこの回で『この成田新高速鉄道線プロジェクトのために今まで生きてきた！』と発言。
  - 第363回放送で、S-Flyer桜井DJの失踪記2012が始まった。
  - フジテレビジョン系の番組『ほこ×たて』に京成電鉄マニア代表の1人として出演し、現役京成社員とクイズ対決をしたことがある（結果は社員の勝利）。この番組の中で、鉄道趣味に没頭しすぎた末に離婚したことが全国に放送された。
- 南田裕介（ホリプロマネージャー）
  - 鉄音アワー94号の、アニメ『鉄子の旅』放映記念の取材旅行のシーンにて初登場。この旅行には同作品の原作者・菊池直恵も同行している。以来ゲストとして通常のコーナーにも出演しており、『鉄音アワーTV』『鉄音アワーNET』（後述）では野月と共に司会を務める。
  - SUPER BELL"Zのライブ・イベントにもゲスト出演することがある。また、彼をメインに据えた楽曲「MINAMIDAがいっぱい」が作曲され、「拝啓!!鉄道人」（テレ朝チャンネルにて放送）のテーマソングとなった。
  - 彼の元担当タレントである豊岡真澄も、鉄音アワーやライブにしばしばゲスト出演している。
- 鈴木雅之（トミーテック社員）
- 矢幅貴至（ポポンデッタクラフト社員）
  - いずれも鉄道模型を本業とする社員であり、プロジェクトNを中心に出演。野月は彼らとはプライベートでも親交があり、SUPER BELL"Zのライブやイベント「鉄道ナイト」にもゲスト出演している。
- 横見浩彦
- 向谷実
- 木村裕子
- 有江活子（鉄女育成スクールで出演）
- 大坪瑠実（通称「ルミルミ」、鉄女育成スクールやベルズ関連イベントでMC出演）
- 小倉沙耶（鉄女育成スクールで出演）
- 有馬あきこ（鉄女育成スクールで出演）
- ダーリンハニー吉川（本人の希望により鉄オタチェック他で出演）
- 松田次生
- 小倉茂徳

## 鉄音アワーTV
鉄音アワーTVは、スカパー!の鉄道チャンネルにて放送されていた鉄道番組。2011年8月19日に放送を開始した。司会は野月と南田裕介、アシスタントとして鉄道チャンネルアナウンサーの久野知美。
当初は2週サイクルだったのが、2013年2月からはスペシャルの鉄道紅白歌合戦を含む1ヵ月〜3ヵ月サイクルとなった。
- おもにスタジオでの収録がほとんどだが、たまに鉄道会社のホーム（車両基地）や引退した車両などでの収録の放送回もあった。
- Bトレインショーティーのコーナー - 同シリーズの新作を紹介して、番組の最後で視聴者にプレゼントする。
- 久野アナのコーナー